# Звёздное скопление

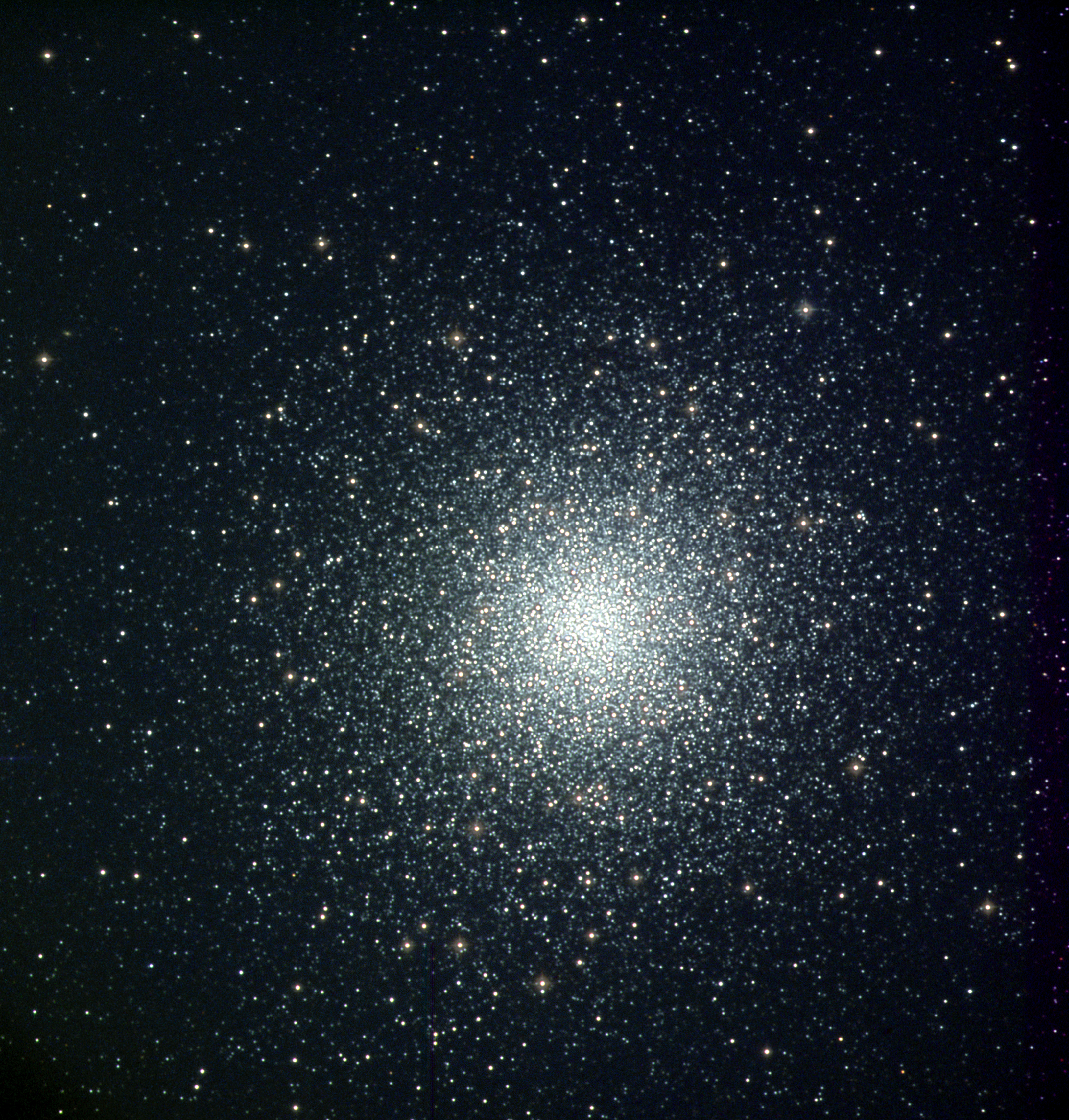
Шаровое скопление M92 в созвездии Геркулеса

Звёздное скопле́ние — визуально связанная группа звёзд, имеющая общее происхождение и движущаяся в гравитационном поле галактики как единое целое. Некоторые звёздные скопления также содержат, кроме звёзд, облака газа и/или пыли.
Выделяется два основных типа звёздных скоплений: шаровые и рассеянные; в июне 2011 года стало известно об открытии нового класса скоплений, который сочетает в себе признаки и шаровых, и рассеянных скоплений.
Шаровые скопления — это группы звёзд, которые могут состоять от нескольких сотен до нескольких миллионов объектов, гравитационно связанных и старых по возрасту, в то время как рассеянные скопления представляют собой менее тесно связанные группы звёзд, обычно состоят из нескольких сот звёздных объектов, относительно молодых. Рассеянные скопления со временем разрушаются из-за гравитационного воздействия гигантских молекулярных облаков, движущихся через галактику, при этом звёзды из рассеянного скопления могут продолжать двигаться в одном и том же направлении, даже если они больше не связаны гравитационно. Если остаток скопления затем дрейфует по галактической орбите как нечто целое, то его называют движущейся группой звёзд.
Звёздные скопления, видимые невооруженным глазом, включают Плеяды (M45), Гиады и Ясли (M44).

## Шаровое скопление

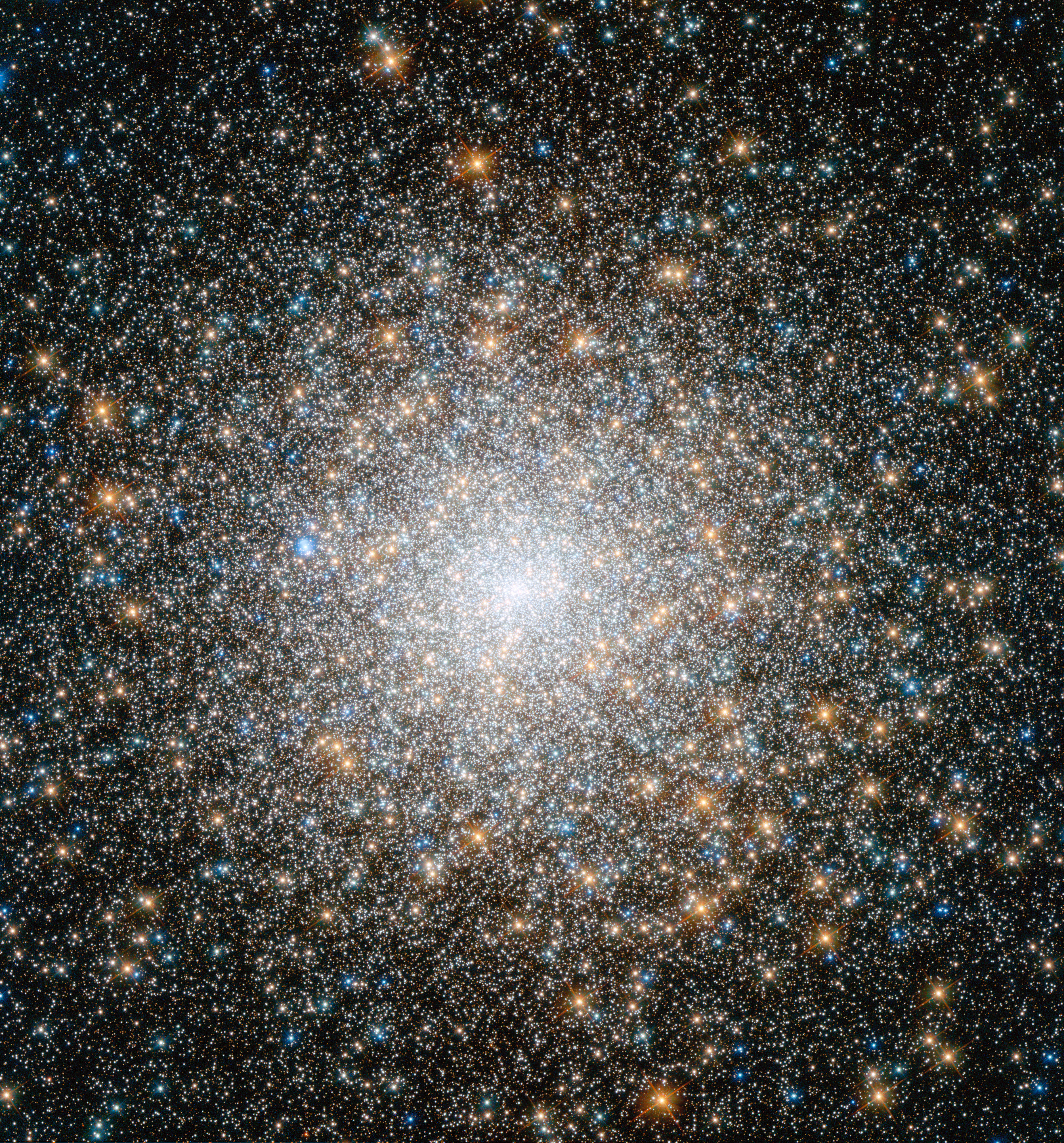
Шаровое скопление M15 в созвездии Пегаса, снимок с телескопа Хаббл

Шаровые скопления — это группы звёзд, сконцентрированных в сферической или близкой к сферической области диаметром от 10 до 30 световых лет. Могут содержать от 10 тысяч до нескольких миллионов звёзд, как правило, Населения II, и очень старых по возрасту.
В состав шаровых скоплений входят, как правило, звёзды жёлтого и красного цвета, с массами менее двух солнечных масс. Такой состав шаровых скоплений обусловлен тем, что более горячие и массивные звёзды взорвались как сверхновые или в ходе эволюции, пройдя через фазу планетарной туманности, превращались в белые карлики. Изредка в шаровых скоплениях встречаются так называемые голубые отставшие звёзды, которые выделяются из остальных звёзд диаграммы Герцшпрунга — Рассела для данного скопления. О происхождении голубых отставших звёзд имеется несколько гипотез, наиболее популярная объясняет их как современные или бывшие двойные звёзды, находящиеся в процессе слияния или уже слившиеся.
В нашей Галактике шаровые скопления распределены в пределах воображаемой сферы в галактическом гало вокруг центра Галактики, вращаясь вокруг центра по высокоэллиптическим орбитам. В 1917 году американский астроном Харлоу Шепли, основываясь на распределении шаровых скоплений, впервые сделал оценку расстояния от Солнца до центра Галактики, и эта оценка долгое время считалась достоверной.
До середины 1990-х годов проблема возраста шаровых скоплений находилась в центре дискуссий астрономического сообщества, поскольку расчёты на основе теории звёздной эволюции давали для возраста самых старых звёзд шаровых скоплений значения, превышавшие предполагаемый возраст Вселенной. Разрешить этот парадокс помогли более точные измерения расстояний до шаровых скоплений с использованием космического телескопа ЕКА «Hipparcos», а также более точные измерения постоянной Хаббла. Эти измерения позволили оценить возраст Вселенной примерно в 13 миллиардов лет, и возраст для самых старых звёзд — на несколько сотен миллионов лет меньше. В 2007 году астроном Ричард Эллис из Калифорнийского технологического института на 10-метровом телескопе Кек II обнаружил 6 звёздных скоплений, которые образовались 13,2 миллиардов лет тому назад. Таким образом, они возникли, когда Вселенной было только 500 миллионов лет.
В нашей Галактике насчитывается около 150 шаровых скоплений, некоторые из которых, возможно, были в своё время захвачены из маленьких галактик, разрушенных Млечным Путём. Так, например, расположенное в 40 тысячах световых лет от Солнца шаровое скопление M79 некоторое время считали частью Карликовой галактики в Большом Псе. Другие галактики содержат гораздо больше шаровых скоплений, например, в гигантской эллиптической галактике M87 их насчитывается более тысячи.
Некоторые из шаровых скоплений видны невооружённым глазом, самое яркое из них — Омега Центавра, известное с древности и значившееся в каталогах как звезда до наступления эпохи телескопов. Самым ярким шаровым скоплением, видимым в северном полушарии, является Мессье 13 в созвездии Геркулеса.

## Рассеянное скопление

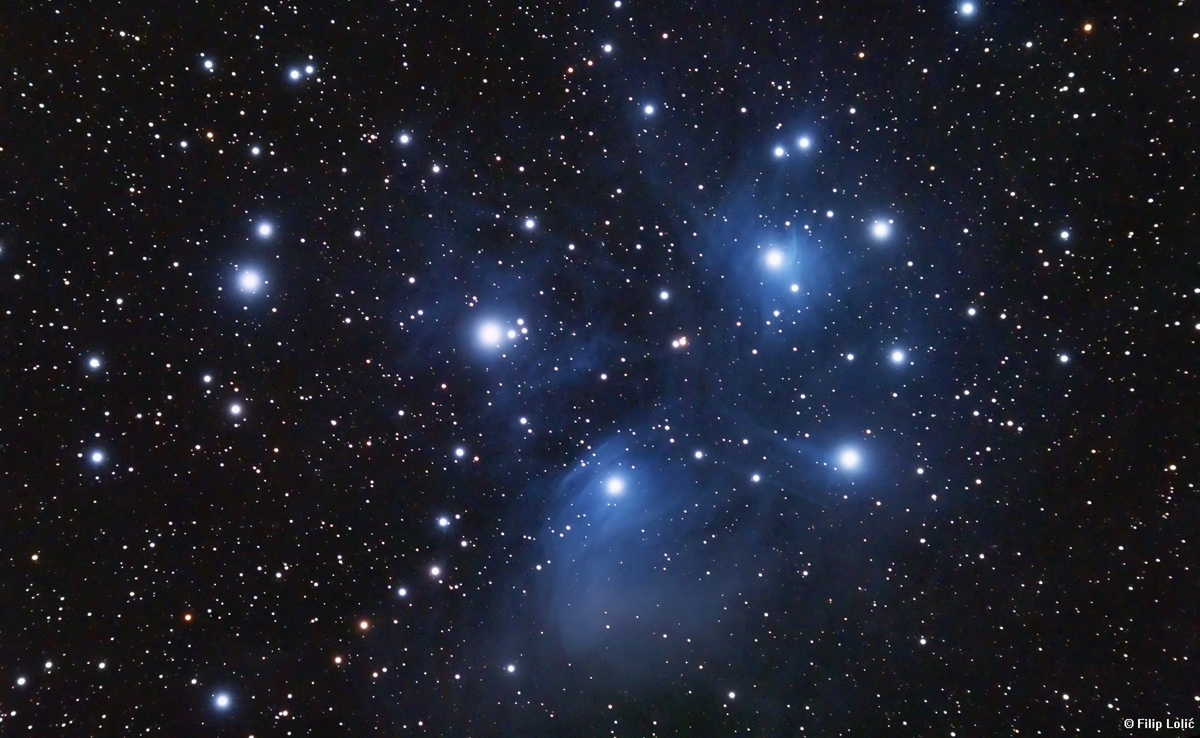
Плеяды, рассеянное скопление

Рассеянные скопления значительно отличаются от шаровых скоплений по форме, размерам и другим характеристикам. В отличие от шаровых скоплений, рассредоточенных в воображаемой сфере вокруг галактического центра, рассеянные скопления расположены в галактической плоскости и почти всегда находятся внутри её спиральных рукавов. Как правило, это сравнительно молодые объекты, возраст которых, за редкими исключениями, составляет несколько десятков миллионов лет. Среди исключений, возраст которых составляет несколько миллиардов лет — скопление М 67. Этот вид скоплений образует области ионизированного водорода, такие как туманность Ориона.
Рассеянные скопления, как правило, содержат до нескольких сотен звёздных объектов в пределах области размером до 30 световых лет. Будучи гораздо менее густонаселёнными, чем шаровые скопления, они гораздо менее плотно связаны гравитационно и со временем разрушаются под действием гравитации гигантских молекулярных облаков и других объектов. Близкие контакты между объектами рассеянного скопления могут также привести к выбросу с поверхности звёзд.
Наиболее известные рассеянные скопления — Плеяды и Гиады в созвездии Тельца. Двойное скопление в Персее также может быть видно невооружённым глазом при отсутствии светового загрязнения. В рассеянных скоплениях часто преобладают горячие молодые голубые звезды, поскольку хотя такие звезды живут относительно недолго (лишь несколько десятков миллионов лет), рассеянные скопления обычно живут ещё меньше.
Установление точных расстояний до рассеянных скоплений позволяет калибровать отношения «период-светимость», характерные для переменных звёзд типа цефеид, которые затем используются для выработки астрономической шкалы расстояний. Цефеиды могут быть использованы для определения расстояний до удалённых галактик и скорости расширения Вселенной (постоянной Хаббла). Например, рассеянное скопление NGC 7790 содержит три классических цефеиды, что имеет решающее значение для расчётов такого рода.

### Сверхскопление
Звёздные сверхскопления представляют собой массивные молодые рассеянные скопления, которые, предположительно, являются предшественником шаровых скоплений.
Как правило, сверхскопление содержит очень большое количество молодых массивных звёзд, ионизирующих окружающую среду (области ионизированного водорода). Примером является Westerlund 1 в Млечном Пути.

## Промежуточные формы скоплений

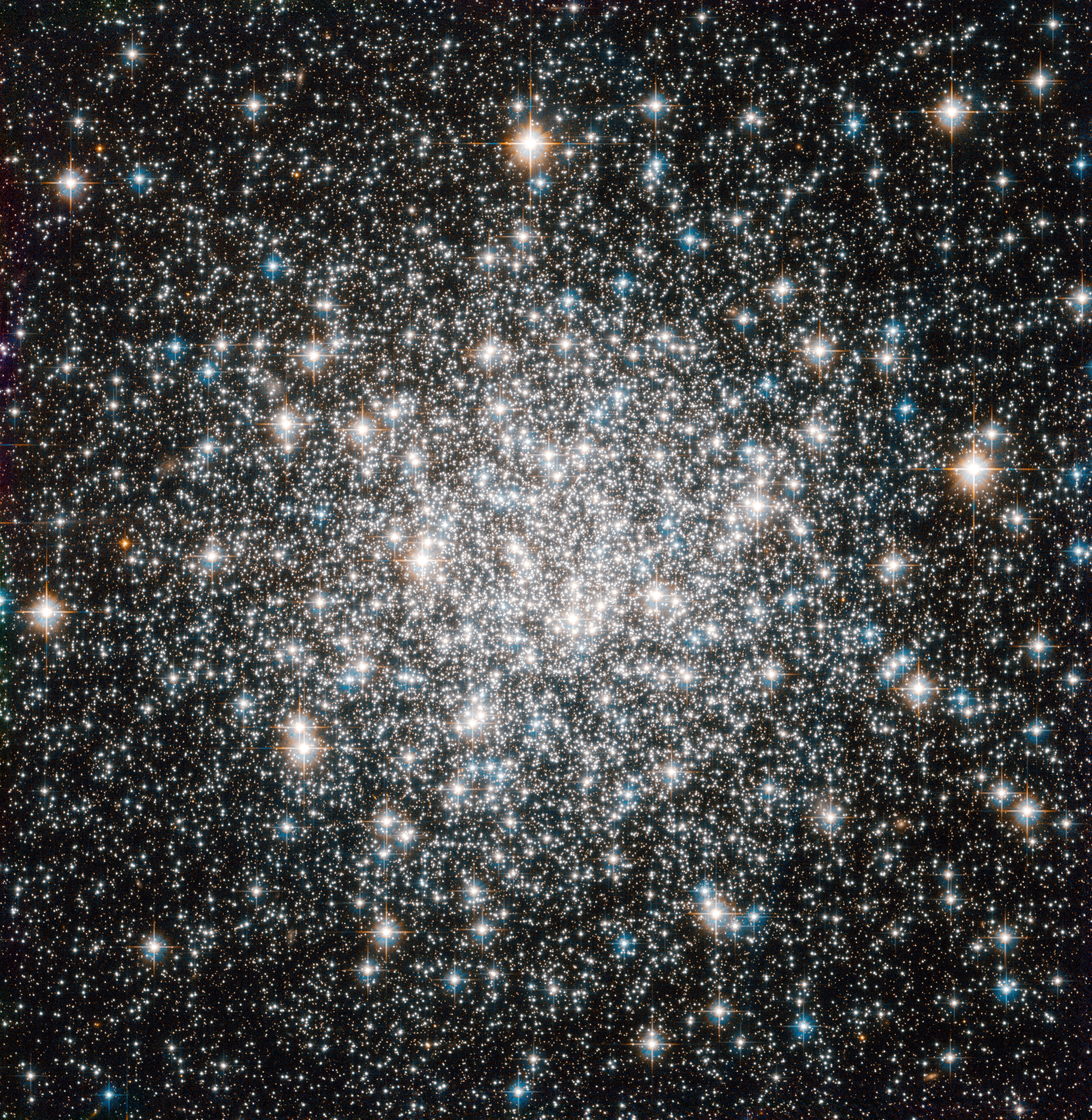
Шаровое скопление M 68 имеет диаметр свыше 100 световых лет

В 2005 году астрономы обнаружили в Галактике Андромеды (М31) звездные скопления нового типа, которые по многим характеристикам похожи на шаровые скопления, хотя отличаются меньшей плотностью. Аналогов этим скоплениям (которые предложили назвать «расширенными шаровыми скоплениями») в Млечном Пути пока не обнаружено. Три скопления, обнаруженные в Галактике Андромеды, — M31WFS C1, M31WFS C2 и M31WFS C3.
Эти скопления, подобно шаровым, содержат сотни тысяч звёзд и схожи с шаровыми по звёздному населению. Но, в отличие от шаровых скоплений, они имеют гораздо большую протяженность — в несколько сотен световых лет, и гораздо меньшую плотность, поскольку расстояния между звёздами в них намного больше. Эти скопления имеют промежуточные свойства между шаровыми скоплениями и карликовыми сфероидальными галактиками.
Как образуются скопления такого типа, пока неизвестно, но их формирование вполне может быть связано с образованием обычных шаровых скоплений. Неизвестно, почему они имеются в Галактике Андромеды, но отсутствуют в Млечном Пути; также неизвестно, имеются ли подобные объекты в других галактиках, поскольку очень маловероятно, что M31 является единственной галактикой с расширенными шаровыми скоплениями.
Ещё одним типом скоплений выступают объекты, которые до сих пор были обнаружены только в линзовидных галактиках, таких как NGC 1023 и NGC 3384. Они характеризуются бо́льшими размерами по сравнению с шаровыми скоплениями, кольцеобразным распределением вокруг центров своих галактик и представляются достаточно старыми объектами.

## Значение звёздных скоплений в астрономии
Исследования звездных скоплений играют значительную роль во многих областях астрономии. Поскольку все звёзды родились примерно в одно и то же время, теории звёздной эволюции во многом опираются на наблюдения рассеянных и шаровых скоплений.
Звёздные скопления также используются в определении шкалы расстояний в астрономии. Несколько ближайших к Солнечной системе звёздных скоплений расположены достаточно близко, чтобы измерить расстояния до них с помощью параллакса. Для этих скоплений можно построить диаграмму Герцшпрунга — Рассела, которая имеет абсолютные значения по оси светимости. Далее, построив диаграмму Герцшпрунга — Рассела для звёздного скопления, расстояние до которого неизвестно, можно сравнить положение её главной последовательности с аналогичным положением базового скопления и расстоянием до него. Этот процесс известен как «подгонка главной последовательности». При использовании этого метода необходимо также учитывать межзвёздное поглощение и звёздное население.
Почти все звезды в Галактике, включая Солнце, изначально родились в областях со звёздными скоплениями, которые впоследствии распались. Это означает, что на свойства звёзд и планетных систем могли повлиять условия, существовавшие в этих первичных звёздных скоплениях. Вероятно, это имеет место и для Солнечной системы, в которой изобилие химических элементов свидетельствует об эффекте от взрыва сверхновой неподалёку от Солнца в ранней истории Солнечной системы.

## Звёздные облака
Некоторые авторы выделяют в отдельный вид скоплений «звёздные облака» — большие группы звёзд значительной протяжённости, не являющиеся частью какой-либо структуры, но имеющие плотность звёздного населения, превышающую среднюю.

## Номенклатура обозначений
В 1979 году 17-я Генеральная ассамблея Международного астрономического союза рекомендовала, чтобы новые открытые звёздные скопления, как шаровые, так и рассеянные, в пределах Галактики имели обозначения формата «Chhmm ± ddd», всегда начинающиеся с префикса C, где h, m и d обозначают примерные координаты центра скопления в часах и минутах прямого восхождения и градусах склонения. После присвоения объекту обозначения оно не должно меняться, даже если последующие измерения дадут более точные данные координат центра скопления. Первое из таких обозначений было присвоено Госта Лунга в 1982 году.